# Башуцкий, Павел Яковлевич
Па́вел Я́ковлевич Башу́цкий (17 (28) августа 1771—11 (23) января 1836) — русский генерал, участник Наполеоновских войн, Санкт-Петербургский комендант, сенатор, член Верховного уголовного суда над участниками восстания на Сенатской площади 14 декабря 1825 года.

## Биография
Родился 17 (28) августа 1771 года. Происходил из рода Башуцких; один из представителей древней польской шляхетской фамилии Баховских, Иван Баховский, в 1709 году выехал в Россию и при определении на службу в казачьи полки назвал себя Башуцким. Старший сын его, Яков Иванович, был сотенным атаманом (1744). Старший брат Павла, тайный советник Даниил Яковлевич Башуцкий (1759—1845), имел сына сенатора Александра Даниловича, который был членом Верховного уголовного суда над Каракозовым.
Службу Павел Яковлевич начал моряком, вступив 13 июня 1786 г. каптенармусом в 3-й флотский батальон, и, оставаясь во флоте до 1796 г., участвовал в войне против шведов 1788—1790 г., находясь в сражениях 23 и 24 мая 1790 г. при Сескаре и при поражении 22 июня 1790 г. адмиралом Чичаговым шведского флота у Выборга.
21 мая 1796 г. Башуцкий был переведён в сухопутные войска с чином поручика и 9 ноября зачислен в Лейб-гвардии Измайловский полк; 29 августа 1799 г. он уже произведён в полковники, 28 августа 1803 г. в генерал-майоры и 30 ноября того же года определён Санкт-Петербургским комендантом. Состоя в этой должности, он в 1805 г. принял командование над оставшимися в Петербурге батальонами нескольких полков; в кампании 1807 г. начальствовал бригадой из лейб-гвардии Семёновского и Измайловского полков в сражениях при Гейльсберге и Фридланде, за отличие в последнем бою награждён 20 мая 1808 г. орденом Св. Георгия 3-й степени (№ 184)
В воздаяние отличного мужества и храбрости, оказанных в сражении 2-го июня при Фридланде против французских войск, где с л.-гв. Семёновским и Измаиловским полками, жестоко поражая неприятеля, явил собою пример мужества и редкой неустрашимости.

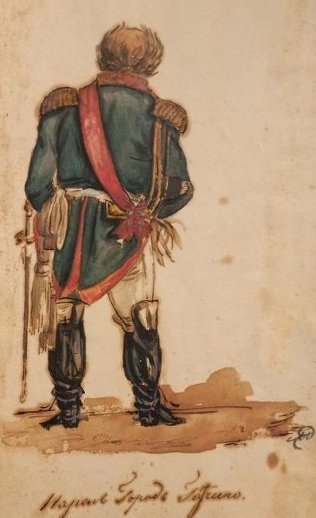
Изображение П. Я. Башуцкого в альбоме "Тридцатые годы"

28 января 1808 г. Башуцкий был назначен командиром лейб-гвардии Измайловского полка; 29 октября 1811 г. получил начальство над 25-й пехотной дивизией.
С началом Отечественной войны на Башуцкого было возложено обучение всего Санкт-Петербургского ополчения и сформирование запасных батальонов для полков действующей армии; в феврале 1813 г. он был назначен командиром 1-го пехотного корпуса резервной армии, и, преодолев множество затруднений по устройству и вооружению порученных ему 41 батальонов, выступил 12 июля за границу, в герцогство Варшавское. Главной деятельностью Башуцкого в период кампании было снабжение действующей армии хорошо обученным пополнением нижними чинами и дальнейшее формирование командуемого им корпуса.
Сдав в марте 1814 г. последний генерал-лейтенанту Вельяминову, он вернулся в Петербург и снова вступил на должность коменданта; 30 августа 1816 г. произведён в генерал-лейтенанты и 12 декабря 1824 г. награждён орденом Св. Александра Невского «за отличную службу и труды, по званию Санкт-Петербургского коменданта подъемлемые» (алмазные знаки к этому ордену пожалованы 22 августа 1826 г.).
«За полное усердие и преданность», обнаруженные во время бунта 14 декабря 1825 г., Башуцкий 15 декабря пожалован в генерал-адъютанты. В 1826 г. был назначен в Верховный уголовный суд по делу декабристов; 6 декабря 1826 г. назначен сенатором; 25 июня 1828 г. произведён в генералы от инфантерии; 11 июня 1832 г. назначен членом генерал-аудиториата и 6 декабря 1833 г. уволен в отставку от должности Санкт-Петербургского коменданта с награждением орденом св. Владимира 1-й степени «за неутомимые труды, примерную деятельность и усердие, с коими в продолжение 30 лет исправлял все обязанности должности Санкт-Петербургского коменданта».
Среди прочих наград имел ордена: Св. Анны 1-й степени с алмазами (30 марта 1806 г.), Св. Владимира 3-й степени (11 декабря 1811 г.), Св. Владимира 2-й степени (7 сентября 1812 г.).
Скончался 11 (23) января 1836 года; исключён из генерал-адъютантских списков 14 января. Похоронен на Волковском православном кладбище Санкт-Петербурга. Надгробие утрачено.

## Семья
Был женат на Марии Григорьевне, урождённой Бибиковой. Их дети:
- Мария (1802—?)
- Александр (1803—1876), известный литератор.